# Greatest Hits (album des Red Hot Chili Peppers)
Pour les articles homonymes, voir Greatest Hits.
Albums de Red Hot Chili Peppers
Under the Covers
(1998) ITunes Originals
(2006)
Greatest Hits est le deuxième album compilation des Red Hot Chili Peppers, sorti en 2003. Il prend la suite de What Hits!?, première compilation du groupe californien. Il s'agit d'une compilation des meilleures chansons depuis l'album Mother's Milk jusqu'à By the Way. C'est durant cette période que les Red Hot ont véritablement connu un succès international, cet album regroupe donc la majorité des singles les plus vendus par le groupe.
Comme c'est le cas le plus souvent aujourd'hui, cette compilation offre également de nouvelles chansons. Ainsi les Red Hot avaient enregistré seize chansons pour compléter l'album. Les deux chansons retenues ont été Fortune Faded et Save the Population. Deux autres chansons sont sorties sur le single Fortune Faded, il s'agit de Bunker Hill et Eskimo. Le nom des douze autres chansons est inconnu, mais des rumeurs disent que les titres Leverage of Space et Rolling Sly Stone qui figurent sur l'album Live in Hyde Park ont été enregistrées à cette époque.
Une seule chanson de l'album One Hot Minute figure sur cette compilation, il s'agit de My Friends. Aeroplane, extrait de One Hot Minute et qui fut un grand succès, n'est pas sur l'album. Ceci est sûrement dû au fait que John Frusciante, comme l'ensemble du groupe, n'est pas un fan de Dave Navarro, alors guitariste en remplacement de Frusciante. Mais étrangement, le clip de Aeroplane figure sur la version DVD.
On note l'absence de plusieurs grands succès du groupe sur cette compilation, en particulier Can't stop et The Zephyr Song pourtant grands artisans du succès de l'album By the Way. Mais les relations entre les membres du groupe étant plutôt tendues durant la période d'enregistrement de cet album, il est probable que les membres n'aient pas voulu les faire figurer sur cette compilation, bien que Universally Speaking, chanson moins connue et sortie en single uniquement en Europe, se trouve sur cette compilation.

## Titres de l'album
Toutes les chansons sont écrites par Anthony Kiedis, Michael "Flea" Balzary, John Frusciante et Chad Smith, exceptées la piste 11, écrite par Kiedis, Flea, Dave Navarro et Smith, et la 12, écrite par Stevie Wonder.
1. Under the Bridge - 4:35
2. Give It Away - 4:47
3. Californication - 5:32
4. Scar Tissue - 3:38
5. Soul to Squeeze - 4:52
6. Otherside - 4:17
7. Suck My Kiss - 3:38
8. By the Way - 3:38
9. Parallel Universe - 4:31
10. Breaking the Girl - 4:57
11. My Friends - 4:11
12. Higher Ground - 3:24
13. Universally Speaking - 4:19
14. Road Trippin' - 3:28
15. Fortune Faded - 3:23
16. Save the Population - 4:05

## DVD
Greatest Hits and Videos regroupe les chansons précédentes et un DVD contenant les clips suivants.
1. Higher Ground
2. Suck My Kiss
3. Give It Away
4. Under the Bridge'
5. Soul to Squeeze
6. Aeroplane
7. My Friends (clip réalisé par Gavin Bowden, les Red Hot ayant reconnu que cette version est meilleure que celle d'Anton Corbijn)
8. Around the World
9. Scar Tissue
10. Otherside
11. Californication
12. Road Trippin'
13. By the Way
14. The Zephyr Song
15. Can't Stop
16. Universally Speaking